# Margo Kõlar
Margo Kõlar (* 2. Oktober 1961 in Tartu) ist ein estnischer Komponist.

## Leben und Werk
Margo Kõlar wurde als Sohn des estnischen Dirigenten Erich Kõlar und der Balletttänzerin Elena Kõlar-Poznjak geboren. Er schloss 1986 sein Kompositionsstudium am Staatlichen Tallinner Konservatorium (heute Estnische Musik- und Theaterakademie) ab. 1999 legte er bei Eino Tamberg seine Magisterprüfung ab. Inzwischen hat er den Doktortitel erworben.
Von 1986 bis 1993 war Kõlar als Toningenieur beim estnischen Radio und am Staatlichen Puppentheater Estlands tätig. Seit 1996 unterrichtet er Computermusik an der Heino-Eller-Musikschule in Tartu. Daneben leitete er ab 1987 den Kammerchor Gloria, ab 1996 das Sakralmusikensemble Heinavanker und ab 1999 das Orchester der Tartuer Musikschule. Seit 1987 ist Kõlar Mitglied des Estnischen Komponistenverbands (estnisch Eesti Heliloojate Liit).
Von Margo Kõlar gelangten zahlreiche Kompositionen zur Aufführung, darunter das Ballett Kuuhullud kassid (1996), mehrere Kantaten sowie ... vaid üks ainus sõna ... für Sinfonieorchester (1999).